# Alex Scales
Alexander Jerome Scales (Racine, Wisconsin, 3 de julio de 1978) es un exjugador de baloncesto estadounidense que podía jugar en las posiciones de base, escolta y alero.

## Trayectoria deportiva

### Universidad
Scales jugó dos años en la NJCAA para el San Jacinto Community College de Texas. 
En 1998 fue reclutado por Jay John para sumarse a la Universidad de Oregón. Con los Ducks actuó en dos temporadas de la Pacific-12 Conference, promediando 15,9 puntos, 4,3 robos y 2,6 asistencias por partido en 62 presentaciones.

### Profesional
Participó del Nike Desert Classic Camp, pero aun así ninguna franquicia lo seleccionó en el Draft de la NBA de 2000. Tuvo mejor suerte en los drafts de la ABA, la CBA y la IBL, pero renunció a la idea de jugar en las ligas menores de su país y optó en su lugar por probar suerte en el extranjero. 
Su primer destino fue el Basket Livorno de la Legadue de Italia, donde estuvo hasta diciembre de 2000. Posteriormente se sumó al proyecto NBA Ambassadors, equipo con el cual jugó en la Liga Sudamericana de Clubes 2001. Luego de ello firmó contrato para jugar una temporada con los Jiangsu Dragons de China, sin embargo dejó el club antes de lo pautado, uniéndose a Central Entrerriano, un club de la segunda división de Argentina.  
Tras esos dos años como trotamundos, Scales volvió a su país para disputar la NBA Summer League con los Detroit Pistons. Finalizada esa experiencia, optó por quedarse en los Estados Unidos y jugar en la CBA con los Grand Rapids Hoops.  
En 2003 jugó por segunda vez en la NBA Summer League, pero esta vez como miembro de los Milwaukee Bucks. Al culminar el torneo, los Houston Rockets lo invitaron a un campo de entrenamiento. Sin chances de jugar en la NBA, partió de regreso a China para unirse a los Shanghai Sharks. Su actuación allí fue muy destacada, siendo invitado a participar del Juego de las Estrellas de la Chinese Basketball Association, donde además ganó el concurso de mates.
Con la temporada en China ya terminada, reforzó al Huntsville Flight en la National Basketball Development League, donde promedió 15,1 puntos y 2,4 robos en 12 partidos. Meses más tarde fue invitado por los New Jersey Nets a un campo de entrenamiento, pero, una vez más, no consiguió fichar con alguna franquicia de la NBA. En consecuencia regresó a Asia pero esta vez para jugar en los Samsung Thunders de la KBL.  
En julio de 2005 participaría por tercera y última vez de la NBA Summer League, disputando la Rocky Mountain Revue como parte de los Seattle Supersonics. Poco después, en noviembre de ese año, consiguió finalmente un contrato en la NBA, al ser fichado por los San Antonio Spurs. Sólo jugó un partido con los texanos, el 19 de noviembre de 2005, cuando Gregg Popovich le permitió entrar en sustitución de Robert Horry para disputar los 9,2 segundos finales ante Phoenix Suns. Allí acabó su vínculo con la franquicia. Al mes siguiente regresó a las ligas menores de su país, siendo fichado por los Austin Toros de la NBA Development League.
En marzo de 2006 regresó a Europa tras más de seis años de ausencia. Fue fichado por el Real Madrid como reemplazo de Mickaël Gelabale y apoyo de Joshua Fisher. Debutó en un partido de Euroliga contra el Fortitudo Bologna, anotando tres triples y repartiendo dos asistencias. 
En los seis años siguientes, Scales permanecería en Europa jugando en equipos de Grecia, Rusia, Ucrania, Italia y Turquía.
En  abril de 2012 se unió a los Atléticos de San Germán del Baloncesto Superior Nacional de Puerto Rico, pero fue apartado del equipo tras disputar solamente 3 encuentros.
En febrero de 2013 volvió al Mersin BŞB de la Basketbol Süper Ligi.
Scales jugó luego profesionalmente en el Líbano y en la India, y participó también de la edición de 2015 de The Basketball Tournament -como parte del Team 23- y de las temporadas 2019, 2021 y 2022 del BIG3 -como parte de los Ghost Ballers y de 3's Company-. En 2016 se convirtió por un breve periodo en un fenómeno viral de la Internet al popularizarse unos vídeos suyos en los que realizaba diversos tiros de fantasía.

## Selección nacional
Scales disputó el Torneo de las Américas de 2005 como miembro de la selección de baloncesto de Estados Unidos que terminó en la cuarta ubicación del certamen. Fue el cuarto máximo anotador de su equipo, detrás de Charlie Bell, Aaron McGhee y Kris Lang.